# Księstwo Krainy
Księstwo Krainy (niem. Herzogtum Krain) – istniejące w latach 1364–1918 księstwo Świętego Cesarstwa Rzymskiego a następnie prowincja i kraj koronny Cesarstwa Austrii, obejmujący obszar Krainy.

## Historia
Księstwo zostało utworzone przez księcia Austrii Rudolfa IV, który podniósł dotychczasową marchię Krainy do rangi księstwa. Księstwo Krainy zostało włączone do istniejących w latach 1809–1814, należących do Francji Prowincji Iliryjskich. Po kongresie wiedeńskim Austria odzyskała te ziemie jako Królestwo Ilirii. Kraina pozostawała w jego składzie do jego likwidacji w 1849, gdy przywrócono ją do samodzielnego bytu. Formalnie jako nowożytny kraj koronny Księstwo Krainy zostało ukonstytuowane w 1860, od 1867 wchodziło w skład Austro-Węgier.
Obecnie obszar Księstwa Krainy w całości wchodzi w skład Słowenii.